# Породица чудака
Породица чудака (енгл. The Royal Tenenbaums) је амерички филм из 2001. у режији Веса Андерсона, који је такође написао сценарио заједно са глумцем Овеном Вилсоном.
Поред Џина Хекмана који тумачи главну улогу, у филму се појављују и Бен Стилер, Лук Вилсон, Гвинет Палтроу, Анџелика Хјустон, Дени Гловер, Бил Мари и Овен Вилсон.
За улогу Ројала Тененбаума, Џин Хекман је освојио награду Златни глобус у категорији Најбољи главни глумац у играном филму - мјузикл или комедија. Филм је био номинован за бројне друге награда, укључујући БАФТУ и Оскара у категорији Најбољи оригинални сценарио.

### Радња
Ројал Тененбаум је успешан адвокат, ожењен археолошкињом Етелин са којом подиже троје деце.
Свако од Тененбаумове деце је геније: Чез је још као мали постао фантастичан инвеститор, Ричи је јуниорски тениски шампион и троструки национални првак, а усвојена Маргот је драмски писац која је добила стипендију вредну 50.000 долара.
Када их Ројал изненада напусти, започеће две деценије издаје и неуспеха које ће ову породицу обогаљити заувек. Након што се изненада поново појави у њиховим животима, тврдећи да му је остало још само шест недеља живота у којима жели да се поново зближи са њима, чланови породице тешко успевају да пређу преко огорчења које осећају.
Иако је Ројалова прича превара, његово присуство и искрена жеља да добије опроштај остављају јак утисак на чланове породице који се носе са сопственим жудњама и везама.

### Улоге
- Џин Хекман као Ројал Тененбаум
- Анџелика Хјустон као Етелин Тененбаум
- Лук Вилсон као Ричи Тененбаум
- Бен Стилер као Чез Тененбаум
- Гвинет Палтроу као Маргот Тененбаум
- Овен Вилсон као Илај Кеш
- Дени Гловер као Хенри Шерман
- Бил Мари као Роли Ст. Клер
- Кумар Палана као Пагода
- Симор Касел као Дасти
- Алек Болдвин као Наратор